# E99
La ruta europea E99 és una carretera que forma part de la Xarxa de carreteres europees. Comença a Doğubayazıt (Turquia) i finalitza a Şanlıurfa (Turquia). Té una longitud de 667 km. Té una orientació de nord a sud i passa per les ciutats de Doğubayazıt, Muradiye, Bitlis, Diyarbakir i Şanlıurfa.